# Bassus petiolatus
Bassus petiolatus är en stekelart som beskrevs av Muesebeck 1932. Bassus petiolatus ingår i släktet Bassus och familjen bracksteklar. Inga underarter finns listade.